# Pia Grahn
Pia Grahn, född 1968 i Karleby i Finland, är en svensk näringslivsperson. Åren 2009–2013 var hon VD för Storåkers McCann.

## Biografi
Grahn gick på Handelshögskolan vid Åbo Akademi, där hon fokuserade på Internationell marknadsföring. I början av 1990-talet flyttade hon till Stockholm, där hon läste journalistik på JMK/Stockholms Universitet. Därefter arbetade Grahn i cirka tio år som reklamreporter, bland annat på Resumé och Dagens Industri. I augusti 2006 blev hon vd för Sveriges Reklamförbund, med cirka 300 medlemsföretag runt om i Sverige.  
Hon utsågs 2009 till vd för Storåkers McCann och senare även Chief Growth Officer för McCann i Norden och Benelux. 
Efter drygt fyra år på McCann utnämndes Grahn 2013 till European Brand Practice Director på H+K Strategies och 2015 till nordisk vd för pr-byrån Grayling. 
Sedan 2017 är Pia Grahn vd för research- och strategiföretaget Regi, som bland annat står bakom Årets Byrå-studien i Sverige, Finland och Norge, Årets Advokatbyrå och studien IR Nordic Markets.